# USS St. Louis (LCS-19)
L'USS St. Louis (LCS-19) est un littoral combat ship de classe Freedom de l’United States Navy. C’est le septième navire en service nommé d’après Saint-Louis (Missouri).

## Conception
En 2002, l’US Navy a lancé un programme visant à développer le premier d’une flotte de littoral combat ships. La Navy a d’abord commandé deux navires monocoques à Lockheed Martin, qui sont devenus connus sous le nom de navires de combat côtiers de classe Freedom d’après le premier navire de la classe, l’USS Freedom,. Les navires de combat côtiers aux numéros impairs de l’US Navy sont construits en utilisant la conception monocoque de classe Freedom, tandis que les navires aux numéros pairs sont basés sur une conception concurrente à coque trimaran, la classe Independence de General Dynamics. La commande initiale de navires de combat côtiers concernait un total de quatre navires, dont deux de la classe Freedom. L’USS St. Louis est le dixième navire de combat côtier de classe Freedom à être construit.

## Carrière
L’USS St. Louis a été construit par Fincantieri Marinette Marine à Marinette (Wisconsin). Le navire a été baptisé et lancé le 15 décembre 2018. Il a été mis en service le 8 août 2020 et affecté au Littoral Combat Ship Squadron Two.